# 金顶紫堇
金顶紫堇（学名：Corydalis flexuosa sp. omeiana）为罂粟科紫堇属下的一个亚种。

## 扩展阅读
- 維基物種上的相關：金顶紫堇